# Zitadelle Arras

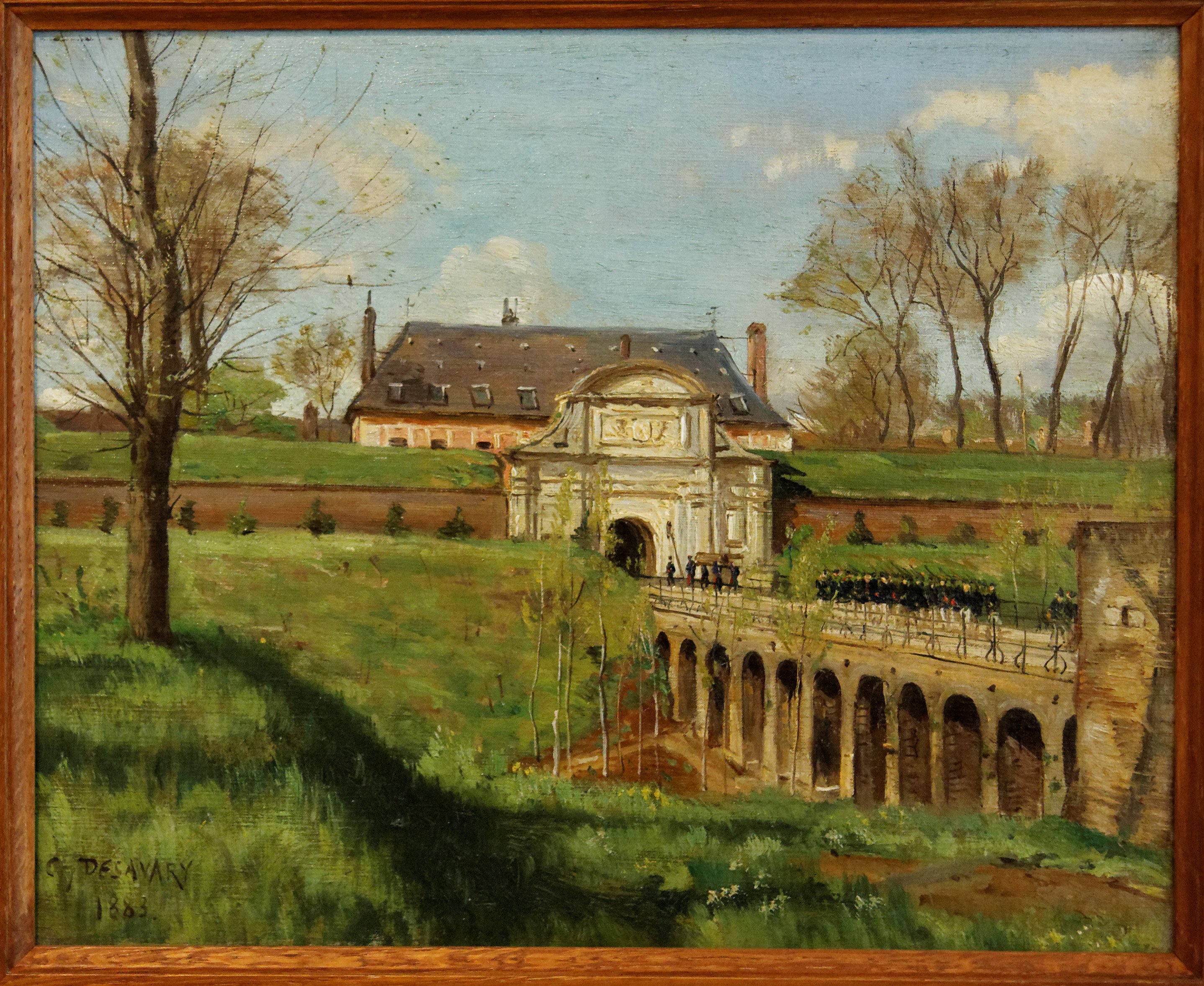
Portal der Zitadelle, Gemälde von Charles Desavary (1883)

Die Zitadelle Arras (französisch Citadelle d’Arras bzw. Enceinte d’Arras) ist eine 1668 bis 1672 nach Entwurf von Sébastien Le Prestre de Vauban errichtete Festungsanlage zur Verteidigung der Stadt Arras in Frankreich. Sie ist seit 1920 als Monument historique klassifiziert. Seit 2008 ist sie zusammen mit weiteren Festungen unter dem Titel Festungsanlagen von Vauban Teil des UNESCO-Welterbes.

## Geschichte
Die Zitadelle gehört der zweiten Linie der als Pré carré bezeichneten Festungslinie gegen die spanischen Niederlande an, die Vauban im 17. Jahrhundert nach der Annexion des heutigen Départements Nord konzipierte und an die sich westlich der feste Platz Béthune und östlich der feste Platz Douai anschloss. Die niemals angegriffene Festung wurde als „die schöne Nutzlose“ (la belle inutile) bezeichnet. Im Zweiten Weltkrieg wurden in der Zitadelle von den deutschen Besatzern 240 Mitglieder der Résistance hingerichtet. 2010 wurde die militärische Nutzung beendet und die Zitadelle kam an den Gemeindeverband Communauté urbaine d’Arras.

## Anlage

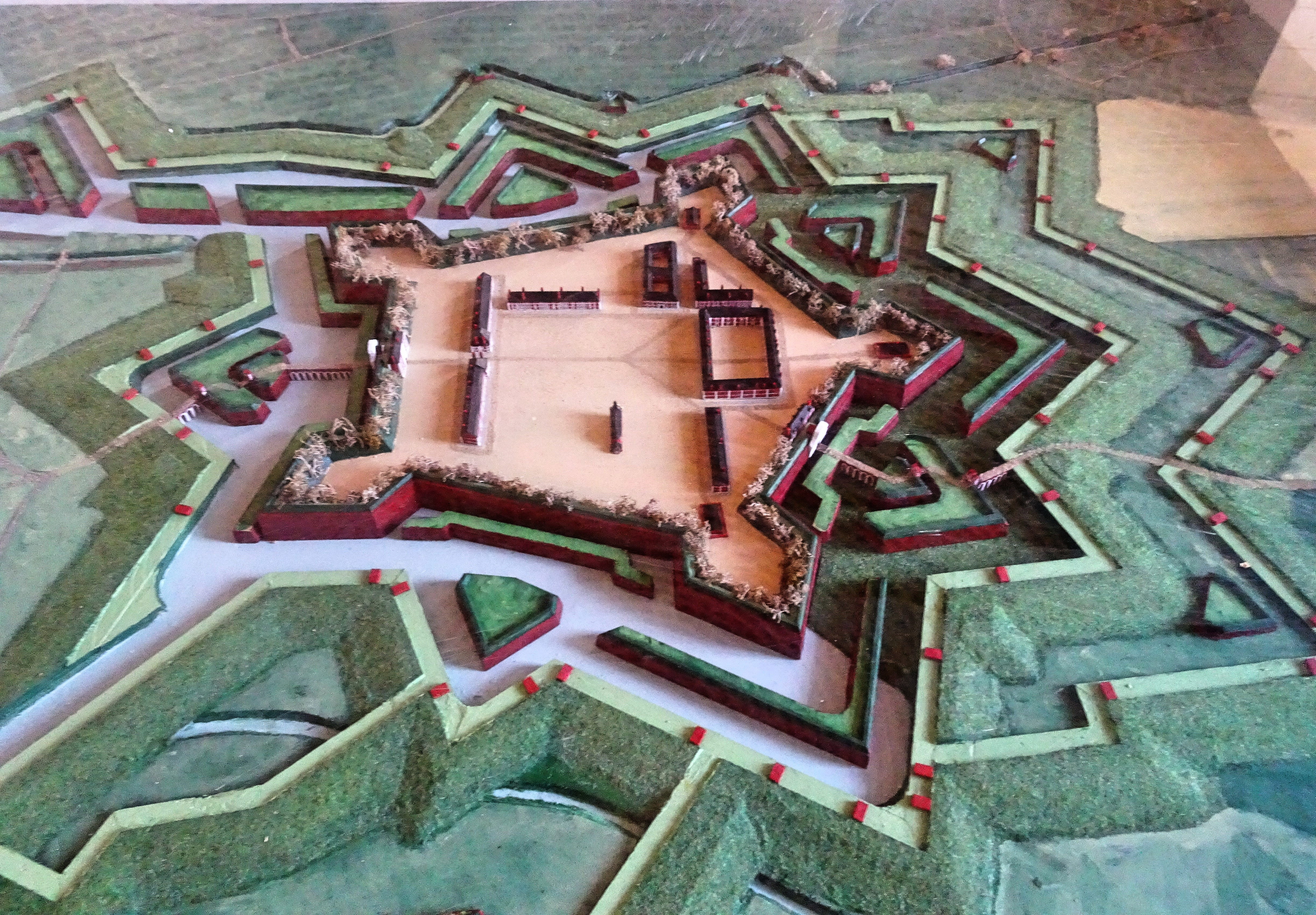
Modell der Zitadelle

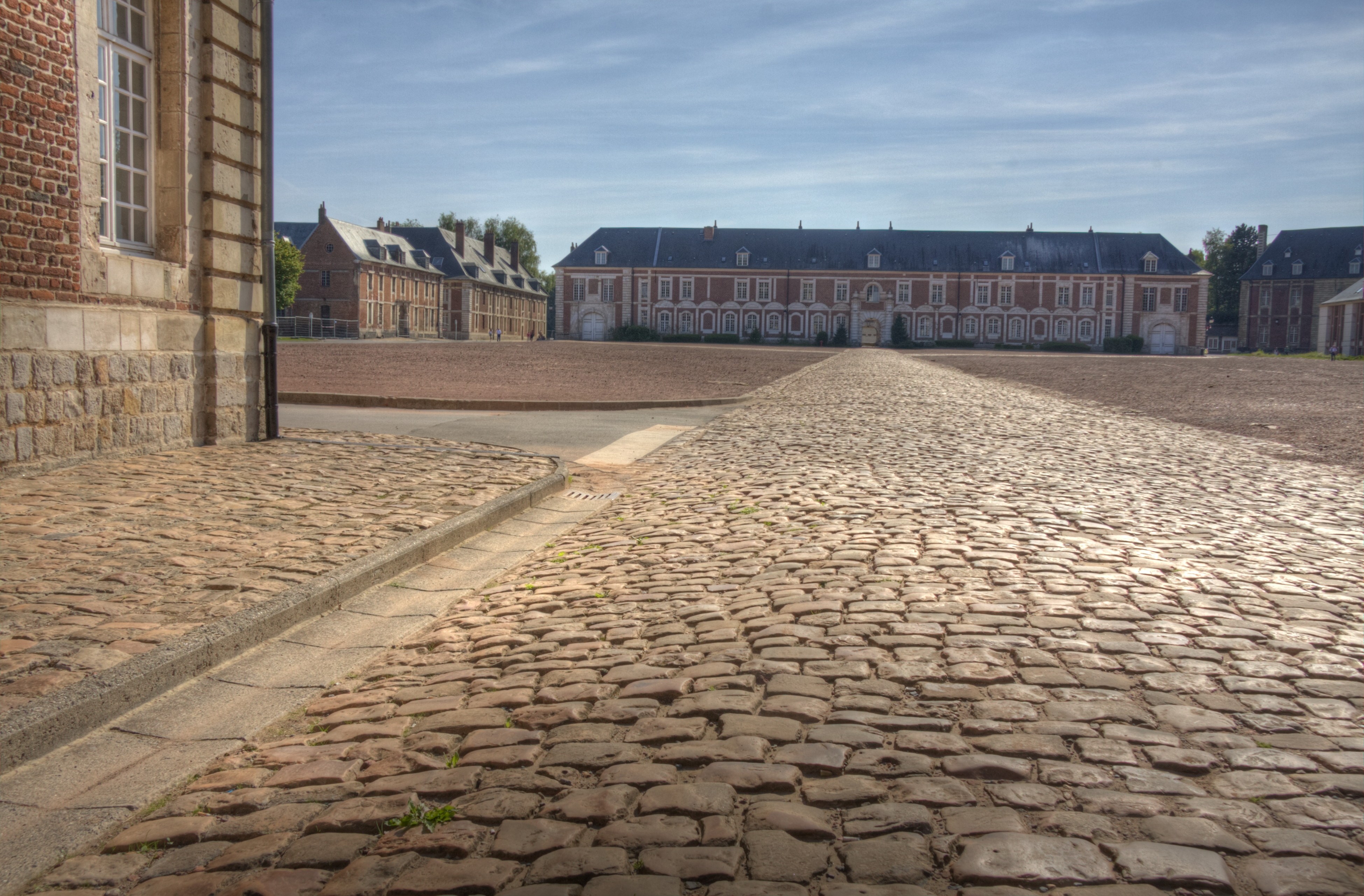
Das Innere der Zitadelle

Das im Südwesten der Innenstadt von Arras im Herzen der Agglomeration gelegene Gelände der gestreckt-fünfeckigen Zitadelle umfasst eine Fläche von 70 ha.